# 造島棋
造島棋（Exxit），是法國人Vincent Everaert在2006年推出的兩人棋類遊戲。

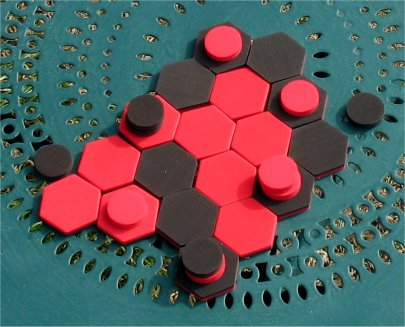
造島棋

## 棋具
- 六角形棋片，數量共三十九片，兩面各為玩家的顏色。
- 國際跳棋棋子，數量至少各八枚。

## 規則
- 棋疊：指堆疊在同一棋位的任何方棋子，層數至少為一。操作權屬於頂端棋子的所有者。

- 初始佈置為四片棋片相連成菱形狀，先手方的顏色貫穿菱形。其餘棋片共用，棋子則先置於各方手上。

- 每方回合需從以下三種動作選擇，以散移為優先：
  - 散移：將某座己方棋疊直線移往某個疊棋數量不大於前者的敵棋疊，每經過一格就放一枚最底層棋子在該格的空位或棋疊頂端。
    - 若上述動作使己方最後移動剩下的棋子能放在棋片外第一個空格，或是某棋片或疊棋上時，才能進行以上動作。

  - 填片：棋片外的任何色棋子鄰邊至少有兩個棋片，則該回合玩家可把該棋移回擁有者手上，改放己方顏色朝上的棋片。
    - 若該動作造成也有棋子符合此條件，則該玩家重複以上動作，直到條件消失。

  - 放子：放一枚己棋在任何色空棋片上。

- 棋片全放完後，遊戲結束，分數高者勝。
  - 每方最大數量的同色棋群，每片兩分；其餘棋群每片一分[1]。

## 外部連結
- 遊戲介紹 （页面存档备份，存于）
- 線上遊戲 （页面存档备份，存于）